# Беляни (Пултуський повіт)
Беляни (пол. Bielany) — село в Польщі, у гміні Вінниця Пултуського повіту Мазовецького воєводства.
Населення — 104 особи (2011).
У 1975—1998 роках село належало до Цехановського воєводства.

## Демографія
Демографічна структура станом на 31 березня 2011 року:
|          | Загалом | Допрацездатний вік | Працездатний вік | Постпрацездатний вік |
| -------- | ------- | ------------------ | ---------------- | -------------------- |
| Чоловіки | 50      | 13                 | 33               | 4                    |
| Жінки    | 54      | 11                 | 31               | 12                   |
| Разом    | 104     | 24                 | 64               | 16                   |